# Daimler Buses
Daimler Buses (voorheen EvoBus) is een dochteronderneming van Daimler Truck. Onder de merknamen Mercedes-Benz en Setra produceert het bedrijf autobussen, carrosserieën en personenauto's voor het openbaar vervoer en het reissegment. Onder de naam OMNIplus biedt EvoBus diensten aan voor beide bedrijven. 
EvoBus ontstond in februari 1995 na een fusie van Daimler-Benz (Mercedes-Benz) en Kässbohrer Fahrzeugwerke (Setra). EvoBus telde toen 9340 medewerkers. In 2015 bestond EvoBus 20 jaar en telde het 15 Europese dochterondernemingen en ruim 10.000 medewerkers.
Met een marktaandeel van 56 procent in Duitsland en 25 procent in Europa is het bedrijf een van de grootste busproducenten in Europa. EvoBus heeft vijf fabrieken en verkooppunten verspreid over heel Europa.
Een van de paradepaardjes van EvoBus is de Mercedes-Benz Citaro, dat in 2010 werd uitgeroepen tot de beste bus van het decennium. De Citaro is ook de best verkochte bus bij EvoBus met meer dan 25.000 modellen. In 2023 werd het bedrijf omgedoopt tot Daimler Buses.

## Fabrieken
In 2023 telt het bedrijf vijf productielocaties:

### Mannheim
In Mannheim, Duitsland, gebeurt de eindmontage van de meeste bussen van Mercedes-Benz van de modellen Citaro, Capacity en de Mercedes-Benz Integro. De fabriek werd in 1908 opgericht en is een van de belangrijkste fabrieken. Hier bevindt zich ook de bedrijfsvoertuig motorfabriek van Daimler.

### Neu-Ulm
In Neu-Ulm, Duitsland, gebeurt de eindmontage van de bussen van Setra en voor de Integro en Travego bussen van Mercedes-Benz. De fabriek werd in 1992 geopend en in 2006 werden de werkzaamheden die voorheen plaatsvonden in Ulm naar Neu-Ulm verplaatst, waaronder het hoofdkwartier van Kässbohrer. Met 3.800 werknemers is deze fabriek ook de grootste fabriek van EvoBus.

### Ligny
In Ligny-en-Barrois, Frankrijk, worden alle Mercedes-Benz Citaro stadsbussen geproduceerd, die voornamelijk bestemd zijn voor de Franse markt. De fabriek werd in 1981 geopend als onderdeel van Kässbohrer.

### Samanó
In de stad Castro Urdiales, Spanje, worden alle chassis' geproduceerd door Mercedes-Benz, die geleverd worden aan de afbouwers. De fabriek werd in 1979 geopend als onderdeel van Kässbohrer, waar toen de productie plaatsvond voor de Setra bussen voor de Iberische markt. Echter werd de fabriek in 2000 omgebouwd voor de specialisatie in de productie van chassis.

### Holýšov
In Holýšov, Tsjechië worden de meeste body onderdelen en segmenten geproduceerd voor de afwerking van de bussen van Mercedes-Benz.

## Huidige modellen

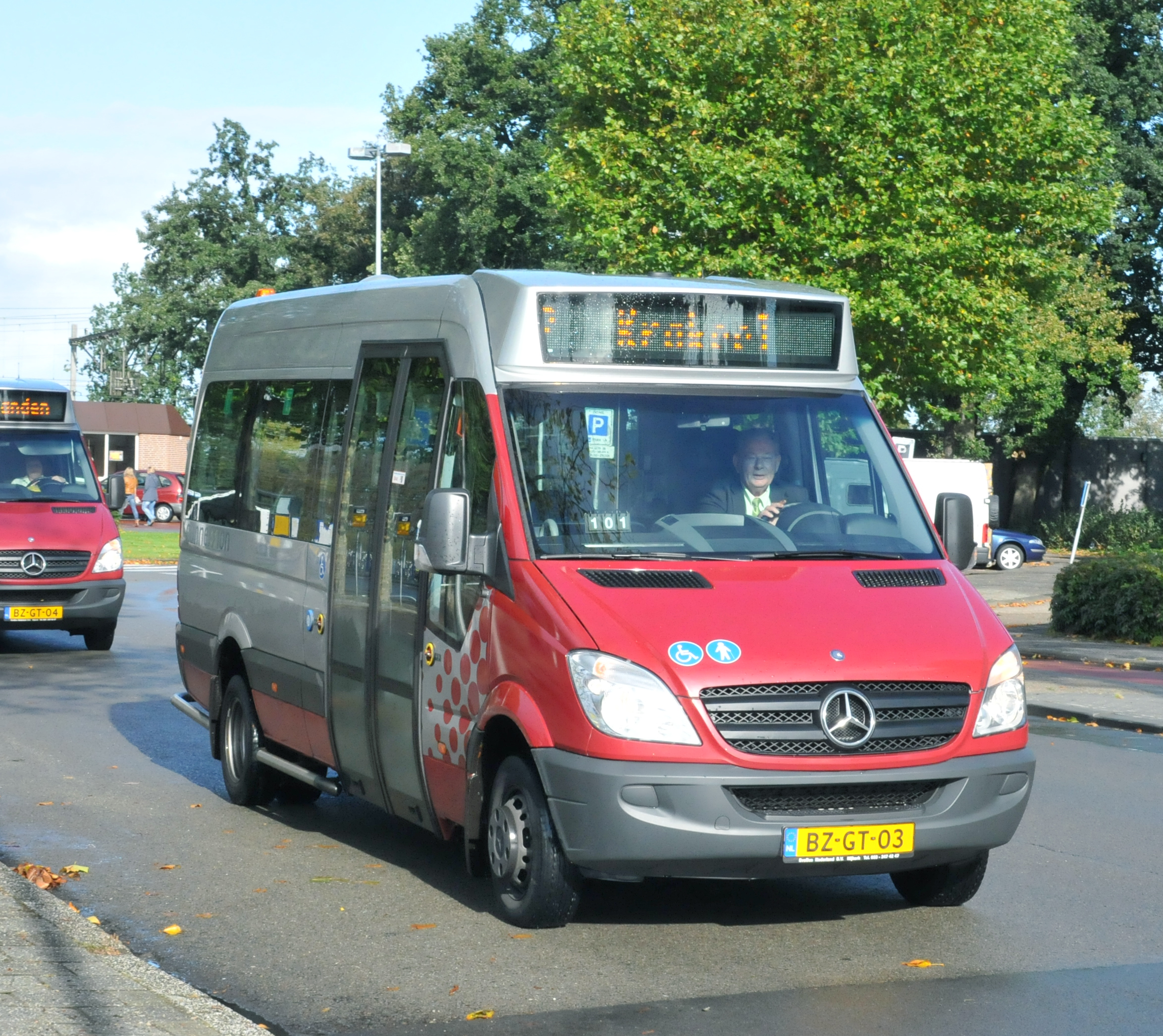
Mercedes-Benz Sprinter City van Connexxion

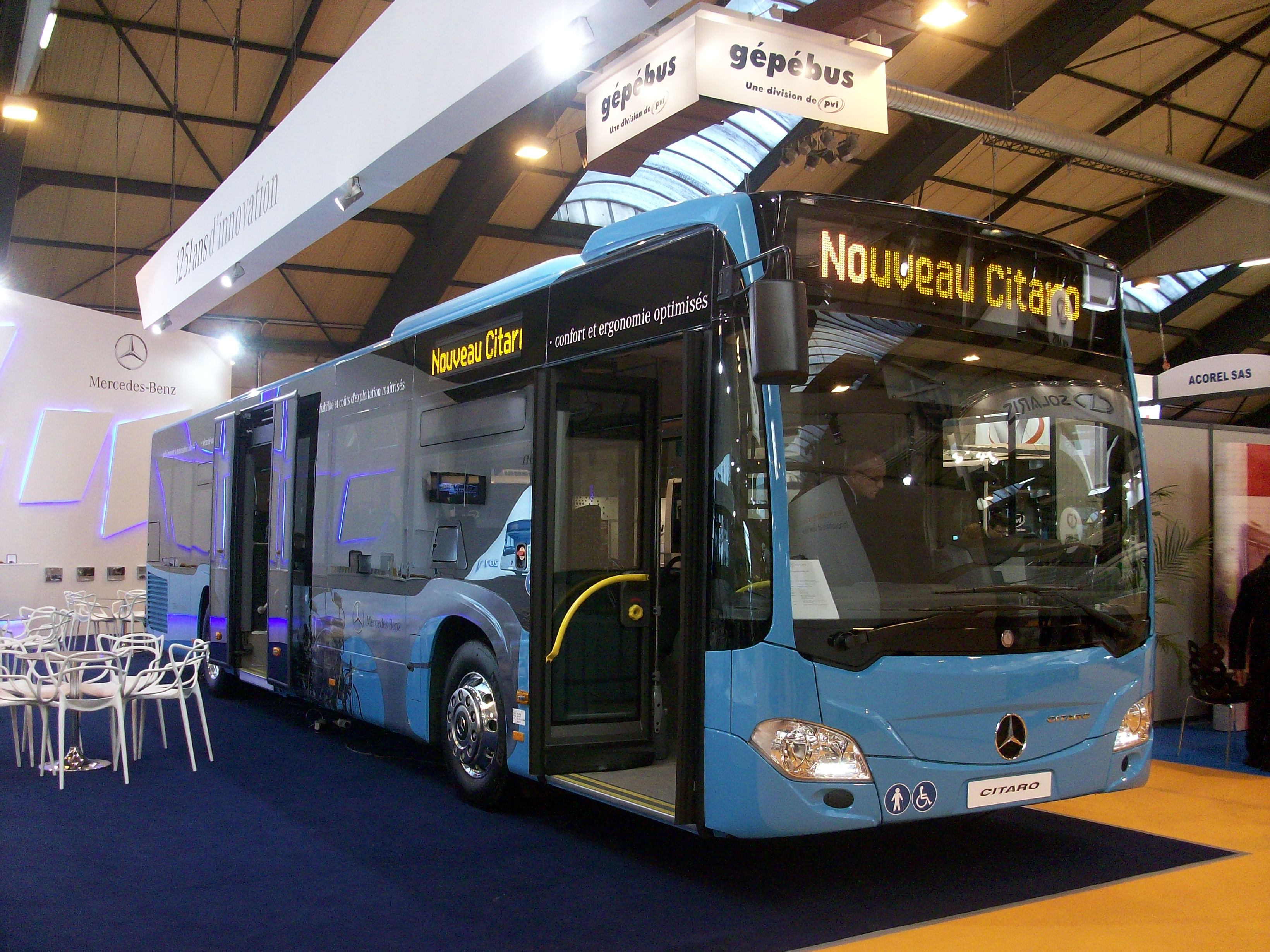
Mercedes-Benz Citaro

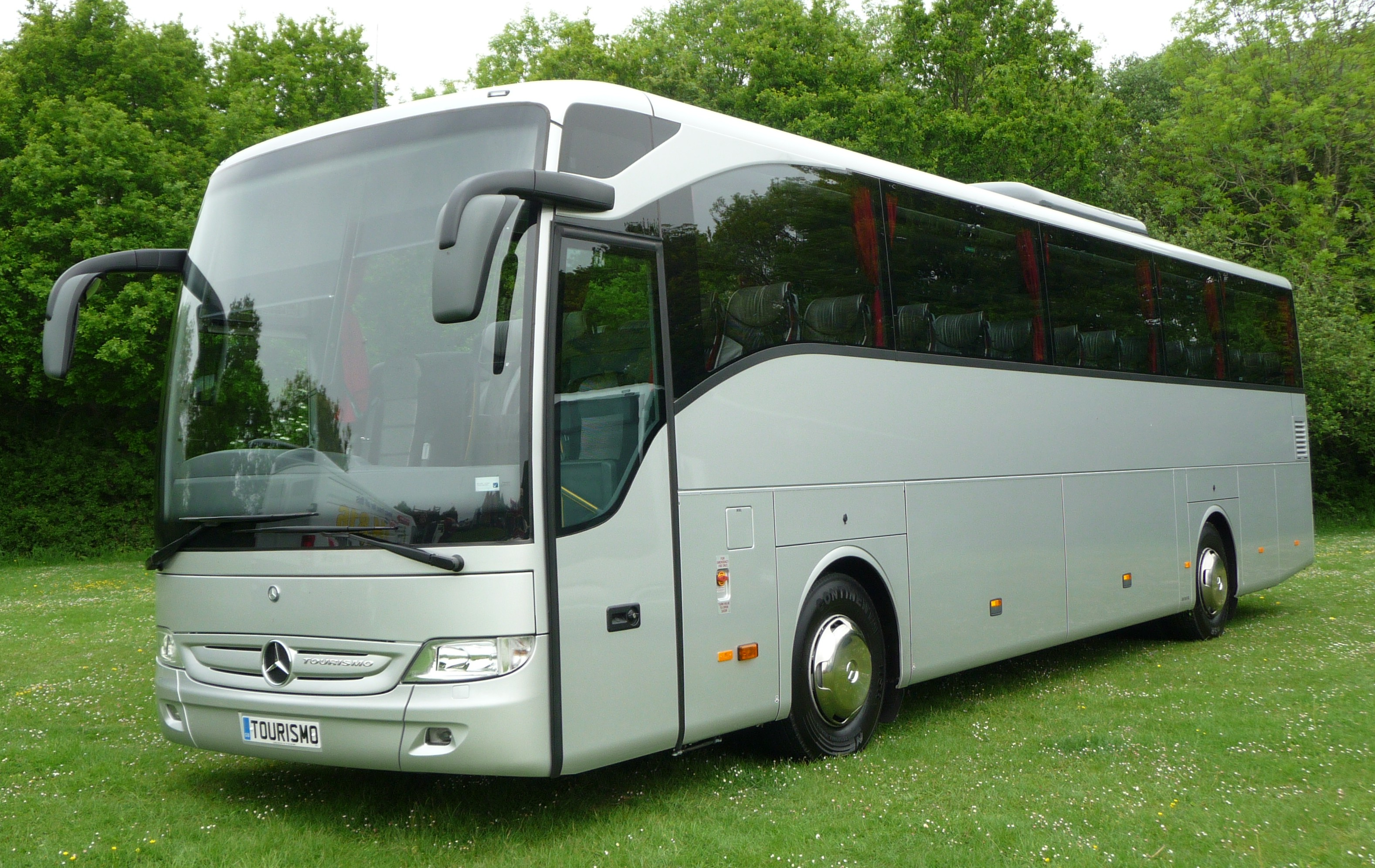
Mercedes-Benz Tourismo

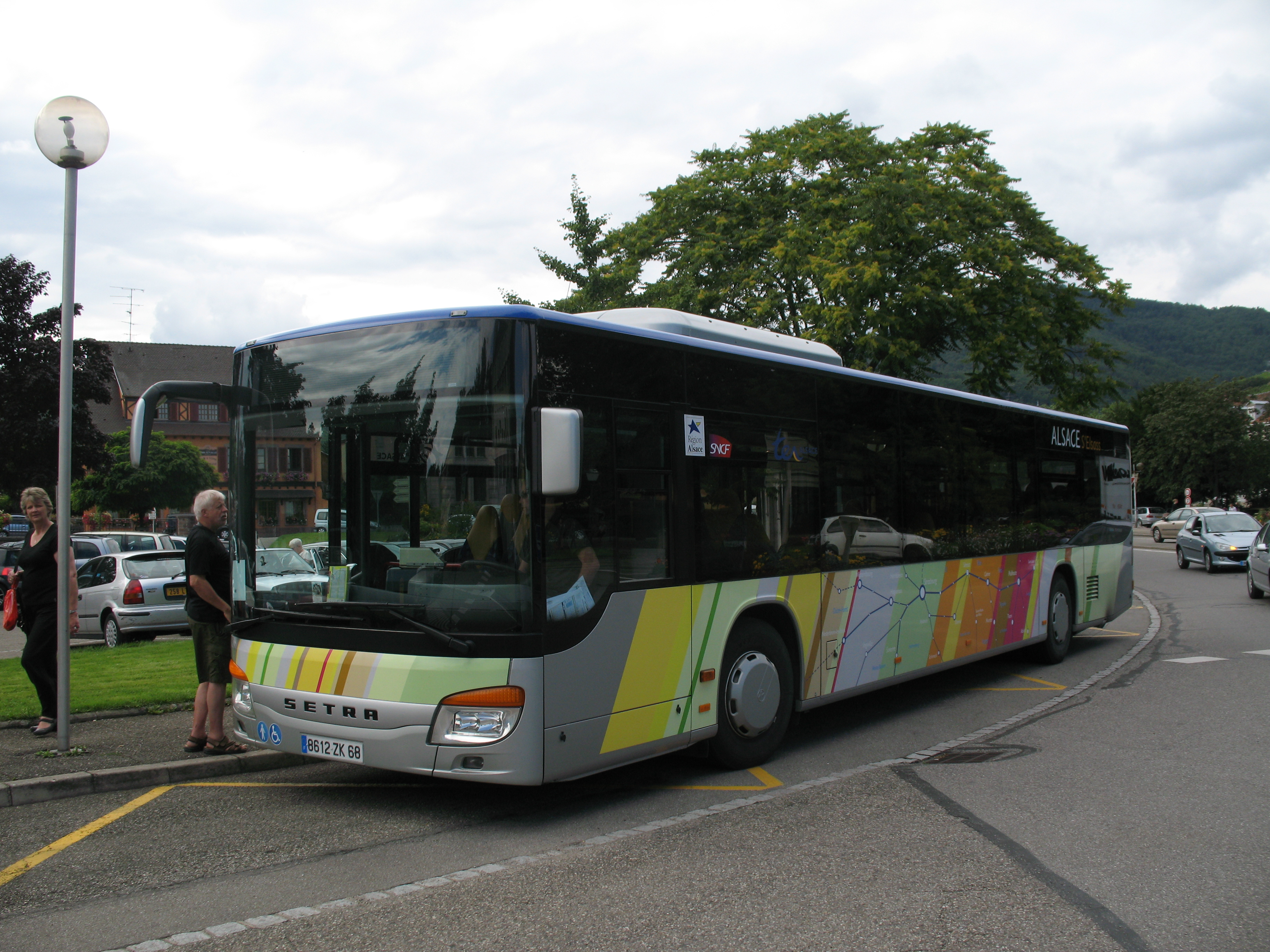
Een Setra S 416 NF van TER Alsace

Onder de merknamen Mercedes-Benz en Setra worden de volgende bussen geproduceerd door EvoBus.

### Mercedes-Benz

#### Minibussen
- Sprinter City
- Sprinter Travel
- Sprinter Transfer
- Sprinter Mobility

#### Stads- en streekbussen
- Citaro
- Conecto
- CapaCity
- Integro
- Intouro

#### Touringcars
- Travego
- Tourino
- Tourismo

### Setra

#### Multiclass

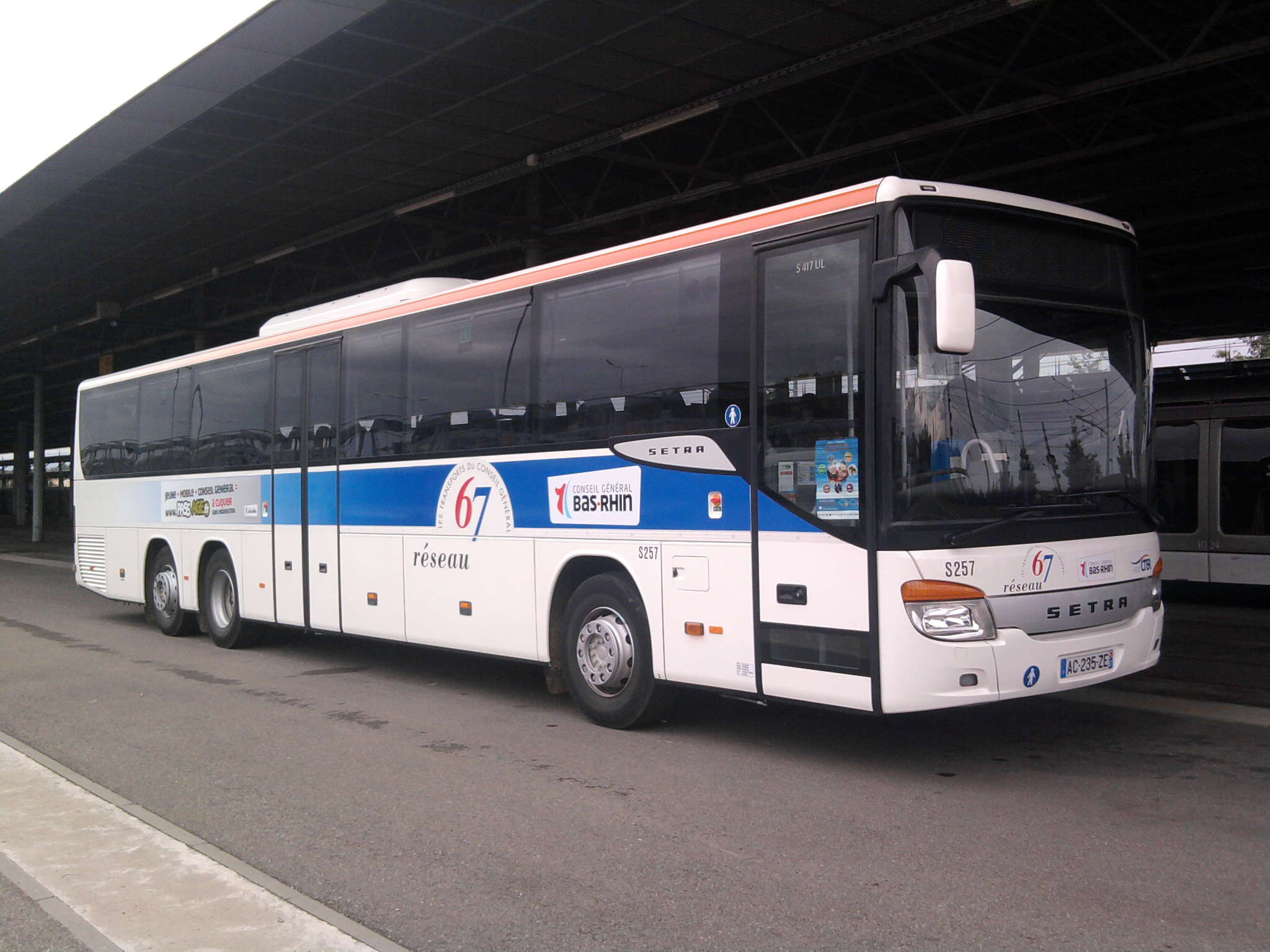
Een S 417 UL van Réseau interurbain du bas-Rhin (Réseau 67)

- S 412 UL
- S 415 UL
- S 415 UL Business
- S 415 LE Business
- S 416 UL
- S 416 UL Business
- S 417 UL
- S 417 UL Business
- S 418 LE Business
- S 419 UL

#### ComfortClass

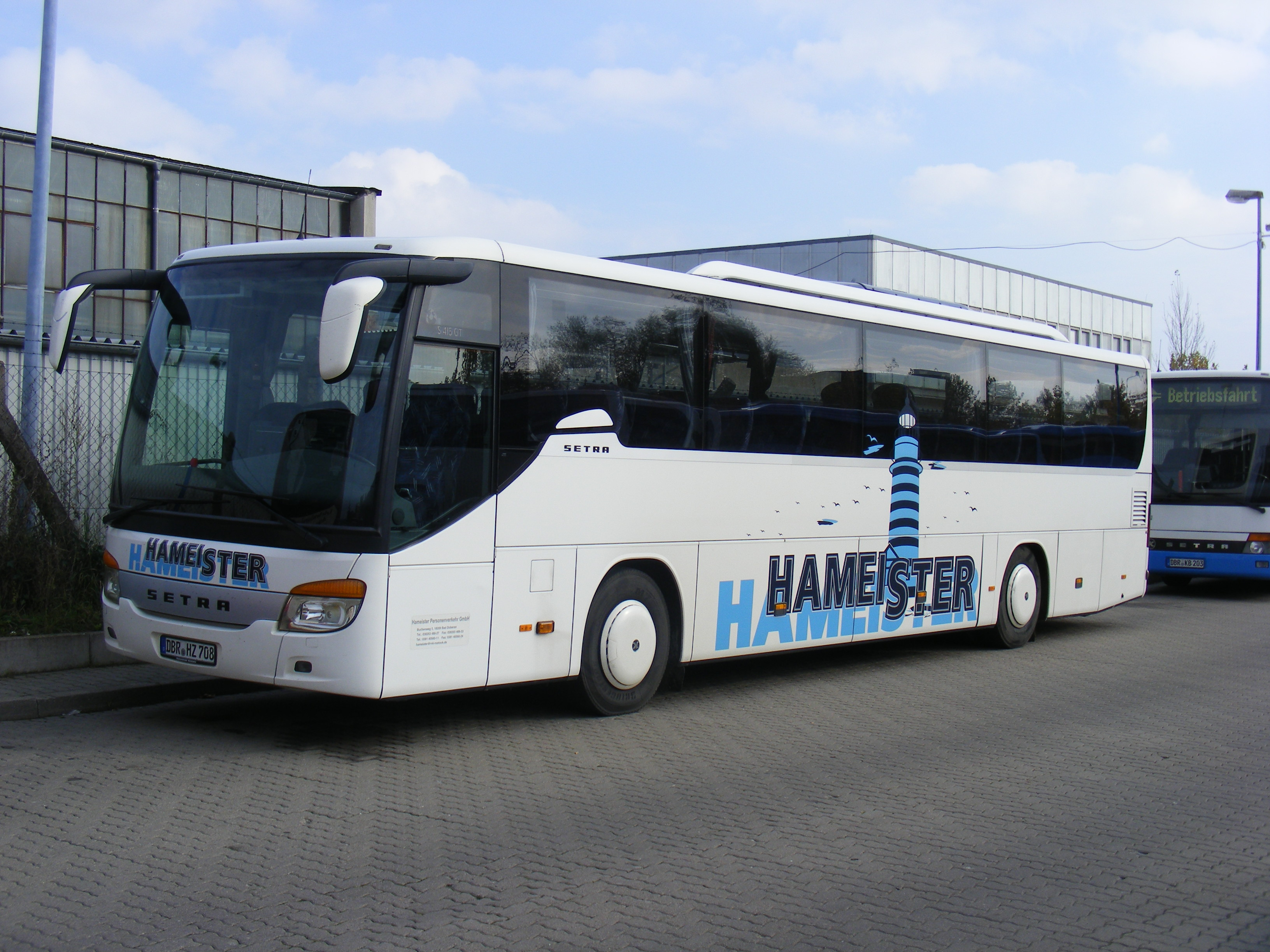
Setra S 415 GT

- S 515 HD
- S 516 HD
- S 516 HD/2
- S 517 HD

#### TopClass

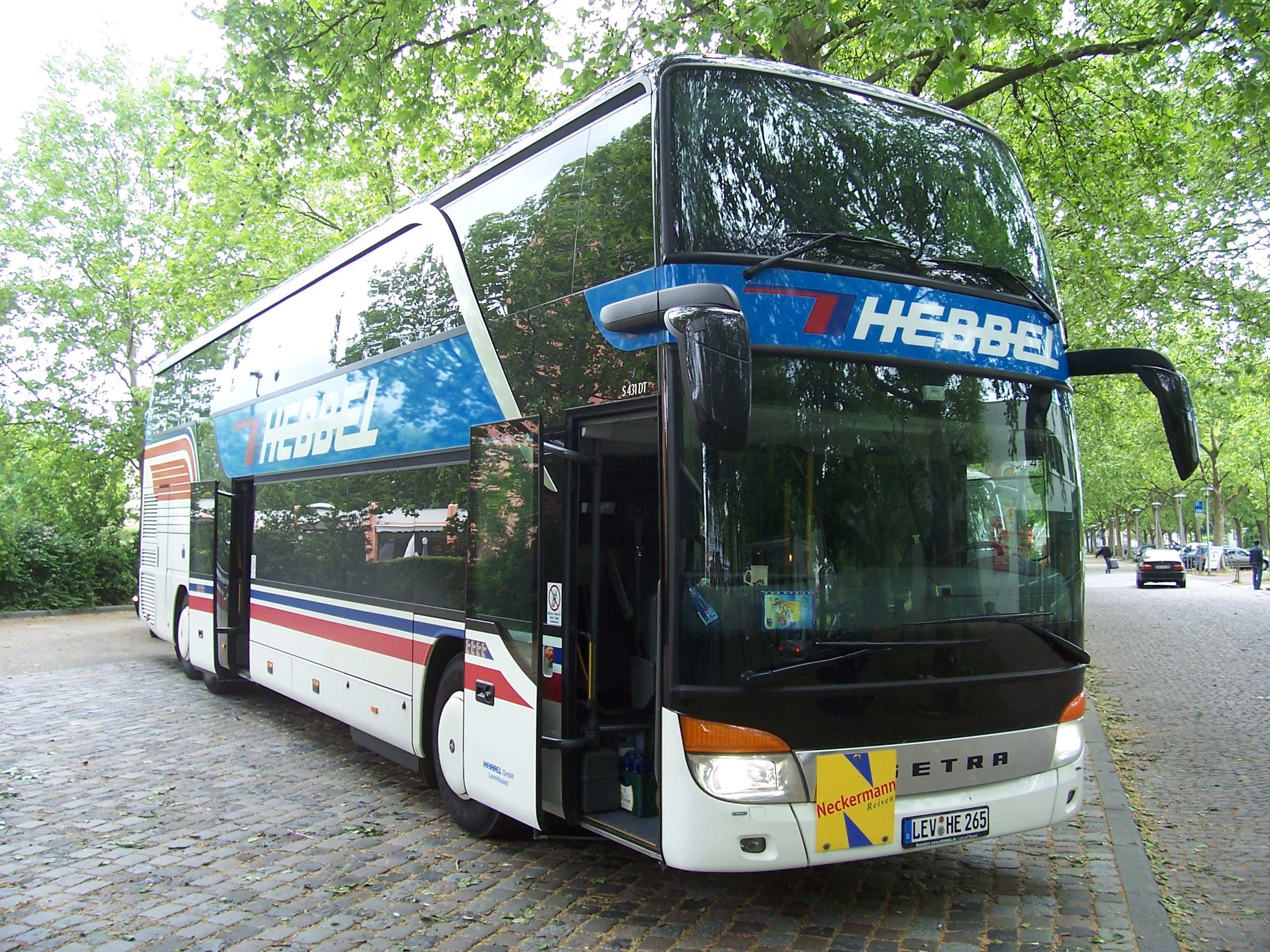
Setra S 431 DT

- S 411 HD
- S 415 HD
- S 415 HDH
- S 416 HDH
- S 417 HDH
- S 431 DT

### Toekomst
Daimler heeft op 16 juli 2016 een zelfstandig rijdende 12-meterbus gepresenteerd. Volgens de fabrikant is de Mercedes-Benz FutureBus een wereldprimeur. Het gaat nog wel om een concept. De conceptbus is nog uitgerust met een dieselmotor. Binnen twee jaar wil het bedrijf ook met een elektrische en een hybride versie op de proppen komen.

## Voormalige modellen
Vanaf 1995 werden de bussen van Mercedes-Benz en Setra geproduceerd onder EvoBus. Hiermee werden alle modellen die tot dan toe geproduceerd werden overgenomen.

### Mercedes-Benz
- Cito
- Medio
- O402
- O405
- O407
- O408

### Setra

#### TopClass
- S 309 HD
- S 315 HD
- S 315 HDH
- S 316 HDH
- S 317 HDH
- S 328 DT (dubbeldeks)
- S 332 DT (dubbeldeks)
- S 411 HD
- S 415 HD
- S 415 HDH
- S 416 HDH
- S 417 HDH

#### ComfortClass
- S 315 GT
- S 315 GT-HD
- S 316 GT
- S 316 GT-HD
- S 317 GT-HD
- S 319 GT-HD
- S 415 GT
- S 415 GT-HD
- S 416 GT
- S 416 GT-HD
- S 416 GT-HD/2 (twee assen, tegenover drie bij de S 416 GT-HD)
- S 417 GT-HD
- S 419 GT-HD

#### MultiClass
Interstedelijk :
- S 313 UL
- S 315 UL
- S 316 UL
- S 317 UL
- S 319 UL
- S 315 H (semitour-uitvoering)
- SG 321 UL (gelede uitvoering)
- S 415 H (semitour-uitvoering)
- S 416 H (semitour-uitvoering)

Stedelijk :
- S 300 NC
- S 315 NF
- S 319 NF
- S 415 NF
- S 416 NF